# Linothele soricina
Linothele soricina är en spindelart som först beskrevs av Simon 1889.  Linothele soricina ingår i släktet Linothele och familjen Dipluridae.
Artens utbredningsområde är Venezuela. Inga underarter finns listade i Catalogue of Life.